# Чихачёв, Дмитрий Дмитриевич
Дми́трий Дми́триевич Чихачёв (1889—1957) — полковник лейб-гвардии Волынского полка, герой Первой мировой войны.

## Биография
Православный. Из дворян Костромской губернии. Сын действительного статского советника. Уроженец Костромы.
Окончил Нижегородский кадетский корпус (1906) и Павловское военное училище (1908), откуда выпущен был подпоручиком в лейб-гвардии Волынский полк. 23 июня 1908 года назначен младшим офицером в 16-ю роту. 6 декабря 1912 года произведен в поручики.
В Первую мировую войну вступил со своим полком. Был удостоен ордена Святого Георгия 4-й степени
За то, что в бою 8—9 марта 1915 г. у д. Буды-Пржисеки-Казенныя произвел прорыв проволочных заграждений неприятельской позиции, увлек за собою свою и соседнюю роты, первый вскочил на вал окопа и штыками переколол его защитников, захватив при этом пулемет.
Был ранен 8 мая 1915 года и эвакуирован на лечение. В мае 1916 года — командующий ротой в запасном батальоне Волынского полка. Был произведен в штабс-капитаны 1 августа 1916 года, в капитаны — 29 января 1917 года, в полковники — 23 августа 1917 года.
В эмиграции во Франции. Состоял старшим полковником Объединения лейб-гвардии Волынского полка, членом Общегвардейского объединения и председателем Объединения Нижегородского графа Аракчеева кадетского корпуса.
Умер в 1957 году в Париже. Похоронен на кладбище Сент-Женевьев-де-Буа.

## Награды
- Орден Святой Анны 4-й ст. с надписью «за храбрость» (19.3.1915)
- Орден Святого Станислава 2-й ст. с мечами (7.5.1915)
- Орден Святого Георгия 4-й ст. (ВП 31.05.1915)
- Орден Святого Владимира 4-й ст. с мечами и бантом (20.11.1915)
- Орден Святой Анны 2-й ст. с мечами (2.5.1916)

Иностранные:
- английский Военный крест